# Dothiora rhamni-alpinae
Dothiora rhamni-alpinae är en svampart som beskrevs av Froid. 1973. Dothiora rhamni-alpinae ingår i släktet Dothiora och familjen Dothioraceae.   Inga underarter finns listade i Catalogue of Life.